# Bróðir y Óspak de Man
Bróðir y Óspak de Man fueron dos hermanos, caudillos vikingos que se asentaron en la isla de Man e Irlanda en el siglo XI. Ambos se citan en la crónica irlandesa del siglo XII Cogad Gáedel re Gallaib y en la saga de Njál del siglo XIII. Ambos hermanos lucharon en bandos opuestos durante la batalla de Clontarf en 1014, Óspak lideró una flota de 10 naves y Bróðir otra con 20 naves.

## Bróðir
Bróðir (Bruatur en los anales irlandeses) era alto y fuerte, con cabello negro y largo, que llevaba atado bajo su cinturón, y estaba protegido con una cota de malla «que ningún acero podía traspasar». En la saga de Njál, se menciona que Bróðir fue quien ejecutó al rey Brian Ború, gran rey de Irlanda. Bróðir era «cristiano y diácono por consagración», pero había apostatado y se convirtió en el «el más hábil de los hechiceros». Ború y Bróðir murieron en batalla, aunque las fuentes discrepan de quien mató a quien. En los anales de Ulster, se cita a Bróðir como toisech de la flota de Lochlann y acompañado por uno de los hijos de Lagmann Godredsson llamado Óláfr.

## Óspak
Según la saga de Njál, Óspak era devoto pagano, descrito como «el más sabio de todos los hombres». Óspak luchó al lado de Boru, fue herido y perdió a dos hijos en el conflicto. Entre ellos había treinta naves y fueron descritos por Gormflaith ingen Murchada como «hombres tenaces que nada podía resistirles».